# Avenida Progreso
La avenida Progreso es una de las principales avenidas de la ciudad de Piura. Esta se extiende de sur a norte, conectando los distritos de Castilla y Catacaos. Su trazo es continuado al sur por la carretera que conecta Piura con Catacaos; mientras que al norte es continuado por la avenida Luis Montero.

## Recorrido
La avenida comienza en el óvalo de Simbilá, en la intersección con la Panamericana Norte, en el distrito de Catacaos. Esta en su recorrido atraviesa las avenidas Monte Verde, Las Palmeras, Miguel Grau, Sánchez Carrión y Jorge Chávez, en el distrito de Castilla. Luego, atraviesa la avenida Corpac que conecta con el Aeropuerto Internacional Capitán FAP Guillermo Concha Iberico, de igual manera con la avenida Junín hasta llegar a la intersección con las avenidas Ramón Castilla y Luis Montero, donde esta última continúa su trayecto hasta el cruce con la avenida Avelino Cáceres.